# Chlamydopsinae
Sous-famille
Synonymes
- Chlamydopsini Bickhardt, 1914[2]

Les Chlamydopsinae sont une sous-famille de coléoptères de la famille des Histeridae.

## Liste des genres
Selon BioLib (11 mars 2022) :
- genre Ceratohister Reichensperger, 1924
- genre Chlamydonia Caterino, 2006
- genre Chlamydopsis Westwood, 1869
- genre Ectatommiphila Lea, 1914
- genre Eucurtia Mjöberg, 1912
- genre Eucurtiopsis Silvestri, 1926
- genre Gomyopsis Dégallier, 1984
- genre Kanakopsis Caterino, 2006
- genre Orectoscelis Lewis, 1903
- genre Papuopsis Caterino & Degallier, 2007
- genre Pheidoliphila Lea, 1914
- genre Quasimodopsis Caterino & Dégallier, 2007
- genre Teretriopsis Caterino & Dégallier, 2007

Selon ITIS (11 mars 2022) :
- genre Ceratohister Reichensperger, 1924
- genre Chlamydonia Caterino, 2006
- genre Chlamydopsis Westwood, 1869
- genre Ectatommiphila Lea, 1914
- genre Eucurtia Mjöberg, 1912
- genre Eucurtiopsis Silvestri, 1926
- genre Gomyopsis Dégallier, 1984
- genre Kanakopsis Caterino, 2006
- genre Orectoscelis Lewis, 1903
- genre Papuopsis Caterino & Dégallier, 2007
- genre Pheidoliphila Lea, 1914
- genre Quasimodopsis Caterino & Dégallier, 2007
- genre Teretriopsis Caterino & Dégallier, 2007

Selon NCBI (11 mars 2022) :
- genre Chlamydopsis
- genre Quasimodopsis